# Moskovskaya

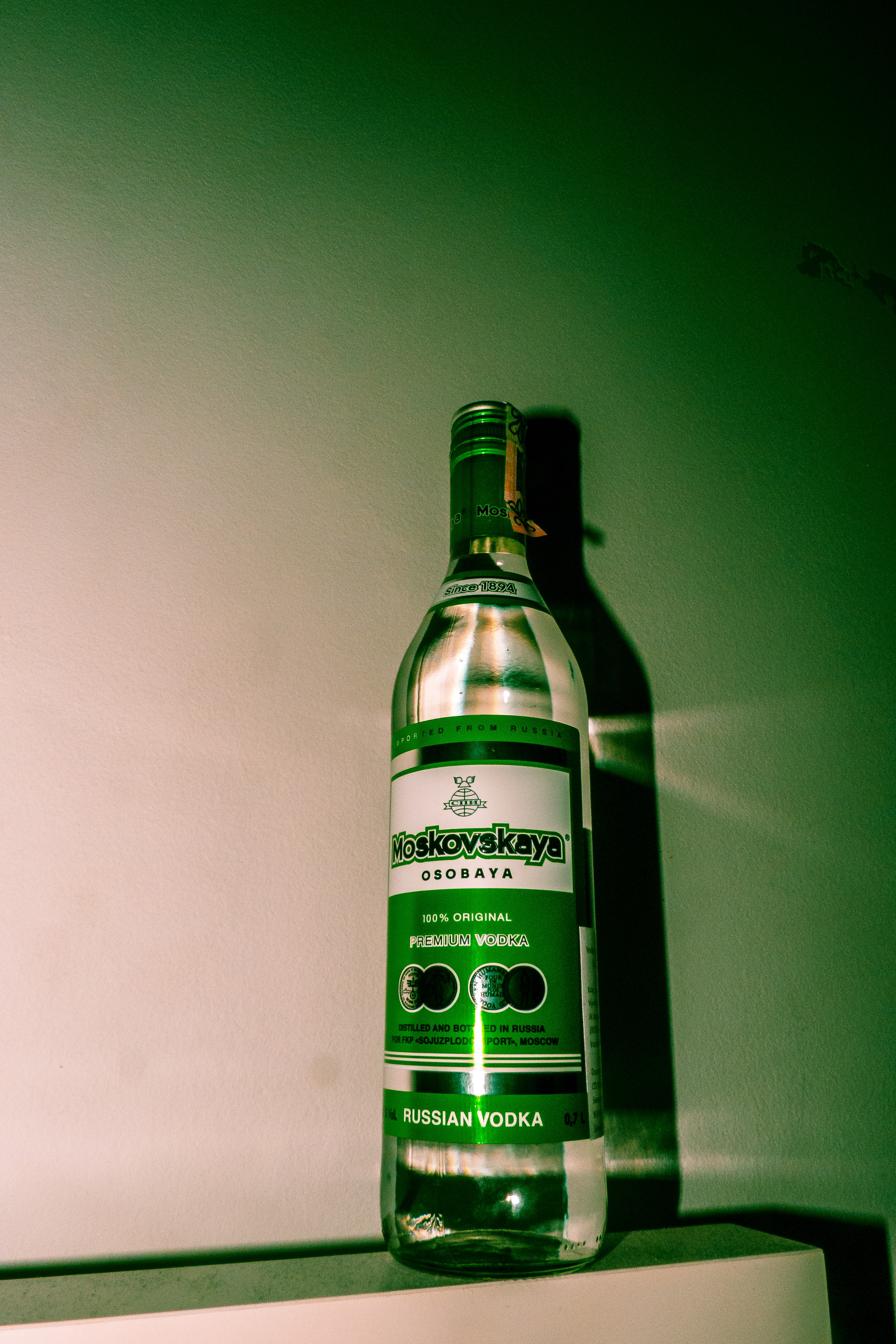
Flasche (2020)

Moskovskaya (russ. Московская водка, Moskówskaja wódka, deutsch: Moskauer Wodka) ist eine Wodkamarke. In Deutschland wird der Wodka seit jeher von der Firma Simex mit Sitz in Jülich vertrieben. Er wurde früher in Russland hergestellt; die Produktion ist im Jahr 2022 in die EU (Lettland) verlegt worden.

## Geschichte
Der Ursprung der Marke Moskovskaya reicht in das Jahr 1894 zurück. Moskovskaya war die erste eingetragene russische Wodkamarke, die den staatlichen russischen Vorgaben folgte, die Dmitri Mendelejew im Auftrag des Zaren festgelegt hatte, um die Qualität des russischen Wodkas zu sichern. 1936 wurde das Rezept erneuert.

## Import
Generalimporteur ist für Deutschland die Firma Simex (u. a. auch für Krimsekt) mit Sitz in Jülich. In den 1970er Jahren erlangte das Unternehmen mit der Marke die Marktführerschaft in der Bundesrepublik. In den 1980er Jahren war Simex die „Generalvertretung für die Bundesrepublik Deutschland“. Das Etikett der Flasche hatte die Bezeichnungen „Importiert aus der UdSSR“ bzw. „Hergestellt und auf Flaschen gefüllt in der UdSSR für V/O Sojuzplodoimport Moskau“. Sojuzplodoimport (deutsch: Unions-Fruchtimport) vertrieb auch die 1984 von PepsiCo übernommene Marke Stolichnaya.
Nach Angaben des Importeurs ist Moskovskaya mit ca. 6.000.000 verkauften Flaschen der meistverkaufte russische Wodka Deutschlands. Das Produkt wird im Gegensatz zu den meisten anderen in Deutschland handelsüblichen Wodkamarken standardmäßig in 0,5- statt 0,7-Liter-Flaschen verkauft, da dies die in den Ursprungsländern des Wodkas übliche Abfüllmenge ist.

## Sorten
- Moskovskaya OSOBAYA Wodka
- Moskovskaya Cristall (wird in der gleichnamigen Destillerie in Moskau produziert)
- Moskovskaya Pertsovka (aromatisiert mit Pfefferschoten)
- Moskovskaya Zitrovka (aromatisiert mit Zitrone)
- Moskovskaya Cranberovka (aromatisiert mit Cranberries)